# Боас, Франц
Франц Ури Боа́с (нем. Franz Uri Boas; 9 июля 1858, Минден — 21 декабря 1942, Нью-Йорк) — американский антрополог, этнолог и лингвист, один из основателей современной антропологии («отец американской антропологии»).
Член Национальной академии наук США (1900).

## Биография
Родился в еврейской семье в Миндене (Вестфалия, Германия).
В 1887 году эмигрировал в США, где первое время работал куратором музея в Смитсоновском институте, а в 1899 стал профессором антропологии в Колумбийском университете, где проработал до конца своей карьеры. Первоначально специализировался как физик и географ, впоследствии обратился к изучению неевропейских обществ и культур, стремясь внести в эти области строгость естественнонаучной методологии.
С именем Боаса связан расцвет исследований материальной и духовной культуры, а также фольклора и языков американских индейцев; его учениками являются многие выдающиеся американские лингвисты и антропологи XX века, в том числе Альфред Крёбер (1901), Эдвард Сепир (1909), Джозеф Гринберг, Рут Бенедикт (1923) и др.
Взгляды Боаса оказали влияние также на Романа Якобсона и Клода Леви-Стросса. В частности, Якобсон связывал с работами Боаса свою концепцию грамматического значения.
Умер в Нью-Йорке 21 декабря 1942 года.

## Наследие
Боас оказал влияние на принятие антропологией эмпиризма и методологического культурного релятивизма, а также приверженность полевым исследованиям, включающим расширенное проживание, изучение местного языка и развитие социальных отношений с носителями языка.
В своей книге «Раса: история идеи в Америке» 1963 года Томас Госсетт писал, что «Возможно, Боас сделал больше для борьбы с расовыми предрассудками, чем любой другой человек в истории».

### Переводы на русский
- Боас Ф. Ум первобытного человека. М.-Л., 1926.
- Боас Ф. Задачи антропологического исследования / Пер. В. Г. Богораза // Советская этнография. — 1933. — № 3-4. С. 176—189.
- Боас Ф. Колдовство у индейцев квакиутль // Советская этнография. — 1935. — № 4-5. С. 32-39.
- Боас Ф. Введение к «Руководству по языкам американских индейцев» (Извлечения) // Звегинцев В. А. История языкознания XIX—XX веков в очерках и извлечениях / 3-е изд. — Часть II. — М.: Просвещение, 1965. — С. 170—180.
- Боас Ф. Границы сравнительного метода в антропологии / Пер. Ю. С. Терентьева // Антология исследований культуры. — СПб.: Университетская книга, 1997. — Т. 1. — С. 509—518.
- Боас Ф. История и наука в антропологии: ответ / Пер. Ю. С. Терентьева // Антология исследований культуры. — СПб.: Университетская книга, 1997. — Т. 1. — С. 528—535.
- Боас Ф. Методы этнологии / Пер. Ю. С. Терентьева // Антология исследований культуры. — СПб.: Университетская книга, 1997. — Т. 1. — С. 519—527.
- Боас Ф. Некоторые проблемы методологии общественных наук / Пер. Ю. С. Терентьева // Антология исследований культуры. — СПб.: Университетская книга, 1997. — Т. 1. — С. 499—508.
- Боас Ф. Эволюция или диффузия? / Пер. Ю. С. Терентьева // Антология исследований культуры. — СПб.: Университетская книга, 1997. — Т. 1. — С. 343—347.
- Боас Ф. История антропологии / Пер. И. В. Кузнецова // Этнографическое обозрение. — 2002. — № 6. — С. 86-96.
- Боас Ф. Мифология и сказки североамериканских индейцев / Пер. Ю. С. Терентьева // Антология исследований культуры. Отражения культуры / сост. Л. А. Мостова. — СПб.: Центр гуманитарных инициатив, 2011. — С. 129—171.
- Боас Ф. Романский фольклор у американских индейцев / Пер. Ю. С. Терентьева // Антология исследований культуры. Отражения культуры / сост. Л. А. Мостова. — СПб.: Центр гуманитарных инициатив, 2011. — С. 172—180.
- Боас Ф. Происхождение тотемизма / Пер. Ю. С. Терентьева // Антология исследований культуры. Отражения культуры / сост. Л. А. Мостова. — СПб.: Центр гуманитарных инициатив, 2011. — С. 303—311.
- Боас Ф. Развитие народных сказок и мифов / Пер. А. П. Забияко // Социальные и гуманитарные науки на Дальнем Востоке. — 2014. — № 1 (41). — С. 29–34.